# 近藤勝彦 (植物学者)
近藤 勝彦（こんどう かつひこ、1944年5月 -　）は、日本の植物学者。広島大学名誉教授。植物遺伝子資源学、細胞遺伝学専攻。多くの食虫植物に関する著作を執筆している。

## 略歴
名古屋市生まれ。父親は制御部品製造会社三明電機の社長の近藤誠宏（筆名、本名徳吉）で食虫植物愛好家であり、父親に伊吹山へ植物採集に連れて行ってもらったことや、父親がハエトリグサの栽培を始めたことから、植物に強い興味を抱くようになった。
1968年に東京農業大学を卒業後、ノースカロライナ大学チャペルヒル校植物学科で博士課程を修了した。1976年にメリーランド大学カレッジパーク校生物学科講師、広島大学助手となり、1979年講師、1982年助教授、1989年理学部教授となった。2008年定年退職。モウセンゴケ属のDrosera dilatatopetiolaris、Drosera falconeri、Drosera lanataやタヌキモ科のPinguicula sharpiiなどを記載した。

## 著作
- 『食虫植物　入手から栽培まで』近藤誠宏、近藤勝彦 文研出版 (1976年)
- 『原色食虫植物』  近藤勝彦, 近藤誠宏  家の光協会 (1983年)
- 『食虫植物図鑑 カラー版』 近藤勝彦, 近藤誠宏 家の光協会 (2006年)
- 『ハーブきく』  近藤勝彦  東京農業大学出版会 (2010年)
- 『基礎植物育種学』　近藤勝彦、丹羽克昌、本橋強、青山社 (2012年)